# Le Quiou
Le Quiou (bret. Ar C'haeoù) – miejscowość i gmina we Francji, w regionie Bretania, w departamencie Côtes-d’Armor.
Według danych na rok 1990 gminę zamieszkiwało 286 osób, a gęstość zaludnienia wynosiła 57 osób/km² (wśród 1269 gmin Bretanii Le Quiou plasuje się na 950. miejscu pod względem liczby ludności, natomiast pod względem powierzchni na miejscu 1018.).